# Tuffi ai XVII Giochi del Commonwealth
I concorsi dei tuffi ai XVII Giochi del Commonwealth di Manchester 2002 si sono svolte dal 25 al 27 luglio 2002 al Manchester Aquatics Centre.

## Podi

### Uomini
| Evento                     | Oro                | Perform. | Argento      | Perform. | Bronzo             | Perform. |
| Tuffi individuali          |                    |          |              |          |                    |          |
| Trampolino 1m (dettagli)   | Alexandre Despatie |          | Antonio Ally |          | Steven Barnett     |          |
| Trampolino 3m (dettagli)   | Alexandre Despatie |          | Antonio Ally |          | Robert Newbery     |          |
| Piattaforma 10m (dettagli) | Peter Waterfield   |          | Leon Taylor  |          | Alexandre Despatie |          |

### Donne
| Evento                     | Oro          | Perform. | Argento        | Perform. | Bronzo         | Perform. |
| Tuffi individuali          |              |          |                |          |                |          |
| Trampolino 1m (dettagli)   | Irina Laško  |          | Blythe Hartley |          | Jane Smith     |          |
| Trampolino 3m (dettagli)   | Irina Laško  |          | Émilie Heymans |          | Jane Smith     |          |
| Piattaforma 10m (dettagli) | Loudy Tourky |          | Émilie Heymans |          | Blythe Hartley |          |

## Medagliere
| Posizione | Paese       | Oro | Argento | Bronzo | Riepilogo |
| --------- | ----------- | --- | ------- | ------ | --------- |
| 1         | Australia   | 3   | 0       | 2      | 5         |
| 2         | Canada      | 2   | 3       | 2      | 7         |
| 3         | Inghilterra | 1   | 3       | 2      | 6         |
| Totale    | Totale      | 6   | 6       | 6      | 18        |